# Hamilton Irving Marlatt
Hamilton Irving Marlatt (* 1867 in Woodhull, New York; † 11. Oktober 1929) war ein US-amerikanischer Maler.

## Leben
Marlatt war ein Sohn des Malers Wilson Marlatt, von dem er auch seinen ersten künstlerischen Unterricht erfuhr. Mit Unterstützung seines Vaters war es Marlatt möglich, für einige Zeit nach Frankreich zu gehen und Malerei zu studieren. Er malte viel Pleinair im und am Wald von Fontainebleau und obwohl sie nicht mehr bestand; stilistisch gehört Marlatt fast noch zur Schule von Barbizon.
Später kehrte Marlatt zurück nach New York und wirkte dort die erste Zeit als Illustrator für einige Zeitungen und Zeitschriften. Daneben begann er nach und nach künstlerisch seine nähere und weitere Heimat zu erkunden. Neben vielen Werken die pleinair entstanden, skizzierte Marlatt immer wieder Momentaufnahmen, welche dann im Atelier die Basis für weitere Ölbilder bildeten.

## Rezeption
Spätestens mit seinen ersten Werken in den USA nach seinem Frankreich-Aufenthalt hatte Marlatt zu seinem eigenen Stil gefunden. Das Publikum war begeistert und die offizielle Kunstkritik sah ihn in einer Reihe mit Künstlern wie Thomas Moran (1837–1926) oder Albert Bierstadt (1830–1902). Die meisten Werke signierte Marlatt mit seinem vollen Namen bzw. seinen Initialen; manchmal benutzte er auch das Pseudonym Hector Marlatt bzw. Hector Irving Marlatt.

## Werke (Auswahl)
- Indians crossing a river.
- Grand Canyon.
- Pike's Peek from the Gardens of God.
- Spinning wool.
- Mountain landscape.